# Jimmy Adamson
James Adamson detto Jimmy (Ashington, 4 aprile 1929 – Nelson, 8 novembre 2011) è stato un calciatore e allenatore di calcio inglese, di ruolo difensore.

## Carriera

### Giocatore
Durante la sua carriera, dal 1947 al 1964, ha giocato solo con il Burnley, collezionando 426 presenze e segnando 17 reti.
Venne ingaggiato dal Burnley nel gennaio 1947 dopo aver militato nella squadra della sua città e aver lavorato come minatore. Nei suoi primi anni la sua carriera venne interrotta dal servizio militare, svolto nella Royal Air Force, che rimandò il suo debutto fino al Febbraio 1951, quando entrò in campo nella partita in trasferta tra il Burnley e il Bolton Wanderers. Disputò alcune partite nella Nazionale inglese B, ma non venne mai convocato nella nazionale A.
Con il Burnley vinse il Football League Championship 1959-60 e fu il capitano della squadra fino al 1961-62 quando la squadra raggiunse la finale della FA Cup, persa contro il Tottenham Hotspur. In quell'anno venne nominato Calciatore dell'anno.
Adamson formava una coppia a centrocampo con Jimmy McIlroy, sulla quale era centrato molto del gioco creativo del Burnley.

### Allenatore
Si ritirò nel 1964, dopo 426 partite di campionato; dopo il ritiro,  entrò a far parte dello staff dell'allenamento del Burnley.
Nel febbraio 1970, approfittò della promozione dell'allenatore del Burnley Harry Potts a general manager, per diventare allenatore della squadra. Nella sua prima stagione in panchina, il Burnley disputò un pessimo campionato retrocedendo in cadetteria, ma riuscì a tornare in massima serie nel 1973, vincendo il campionato di Second Division.
La stagione 1975-76 fu disastrosa per il Burnley, che a gennaio annaspava negli ultimi posti in classifica; a gennaio Adamson venne esonerato ma il cambio di allenatore non portò benefici al club che venne retrocesso in Second Division. Nel maggio 1976 venne ingaggiato dagli olandesi del Sparta Rotterdam, ma lasciò il club dopo appena un mese. Nel novembre 1976 divenne allenatore del Sunderland, ma non riuscì a salvarlo dalla retrocessione in Second Division.
Lasciò il Sunderland nel novembre 1978, venendo ingaggiato dal Leeds United. Lasciò la squadra nell'ottobre 1980.

## Palmarès

### Giocatore

#### Competizioni nazionali
- First Division: 1

Burnley: 1959-1960
- Charity Shield: 1

Burnley: 1960

### Allenatore

#### Competizioni nazionali
- Charity Shield: 1

Burnley: 1973
- Campionato inglese di seconda divisione: 1

Burnley: 1972-1973

### Individuale
- Giocatore dell'anno della FWA: 1

1962